# Колгреванс
Колгреванс, известен и като Калогренан е рицар от Кръглата маса в легендата за крал Артур. Той се появява в няколко рицарски истории.
Така например в „Ланселот-Граал“ той е представен като отличен рицар, но умира докато се опитва да спре сър Лайнъл, който иска да убие собствения си брат Борс. Борс трябва да избира кого да спаси – девица, която е отвлечена, или брат си, който е нападнат от двама рицари. Той избира девицата. Това предизвиква гнева на неговия брат сър Лайнъл и той го напада следващия път, когато го вижда. Един отшелник се намесва, но бива убит и тогава идва Колгреванс. Борс не иска да се бие с брат си, но Лайнъл убива Колгреванс и точно преди да убие и Борс, се намесва Бог и го прави неподвижен.
Калогренан се появява и в „Смъртта на Артур“. Там той е един от 12-те рицари на кръглата маса и заедно с Агравейн и Мордред помага за залавянето и разкриването на изневярата на Ланселот и Гуиневир. Въпреки че Ланселот няма оръжие, той примамва Колгреванс вътре в стаята, убива го и използва неговата сабя да убие останалите. Само Мордред успява да избяга.